# ヤマハ・アクティブ
ヤマハ・アクティブ (ACTIVE) は、ヤマハ発動機が製造、販売していたスクータータイプの原動機付自転車。現在では販売を終了している。

## 概要

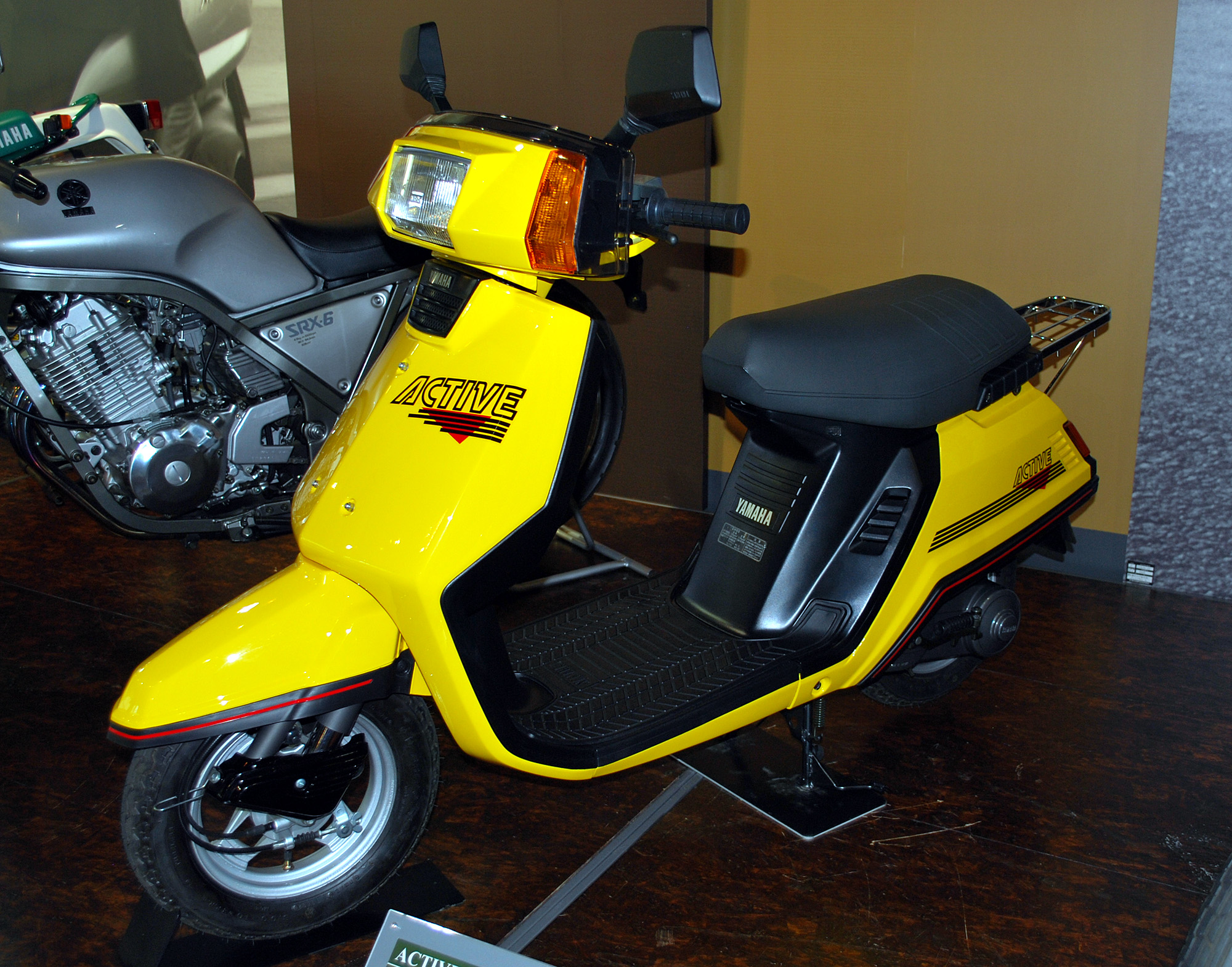
ヤマハ・アクティブ

1983年4月発売。前年に発売されたホンダ・リードの対抗機種として登場した。大型の車体に搭載されるエンジンは50㏄スクーターとして初めて7ポート、トルク・インダクションシステムを採用した空冷2サイクル単気筒で、最高出力は当時のスクーターとして最高の5.5psであった。
フロントサスペンションにアンチノーズダイブ機構付きボトムリンク（トレーリングリンク式）、リアサスペンションにはガスクッションを採用した。